# Ганс Райхенбах
Ганс Райхенбах (нім. Hans Reichenbach; 26 вересня 1891 — 9 квітня 1953) — філософ, просвітитель, представник логічного емпіризму. Він заснував в Берліні 1928 році «Gesellschaft für empirische Philosophie» (Товариство емпіричної філософії), відоме як «Берлінський гурток». До «Берлінського гуртка» входили Карл Густав Гемпель,  Ріхард фон Мізес, Давид Гільберт та Курт Греллінг. Ганс Райхенбах є автором книги «Підйом наукової філософії». У 1930 році Рейхенбах та  Рудольф Карнап стали редакторами журналу Erkenntnis («Знання»). Рейхенбах також зробив значний внесок у вивчення емпіризму, заснованого на теорії ймовірностей, логіці, філософії та математиці. Вивчав поняття простору, часу та теорії відносності та аналіз імовірнісних умовиводів, квантову механіку.

## Життя та творчість
Після закінчення середньої школи в Гамбурзі Ганс вивчав цивільне машинобудування у  Штутґартській вищій  технічній школі. Фізику, математику та філософію вивчав у різних університетах, зокрема, у Берліні, Ерлангені, Геттінгені та Мюнхені. Серед його вчителів були Ернст Кассірер, Давид Гільберт, Макс Планк, Макс Борн та Арнольд Зоммерфельд. Райхенбах був активістом молодіжних рухів та студентських організацій, публікував статті про університетську реформу, свободу досліджень, а також проти проникнення антисемітських настроїв у студентські організації. Його старший брат Бернгард Райхенбах теж брав активну участь у цій діяльності та пішов далі, став членом комуністичної робітничої партії Німеччини. Представляв організацію у виконавчому комітеті комуністичного Інтернаціоналу. Бернгард також працював з Александром Швабом у цей час.
Ганс написав платформу Соціалістичної студентської партії Берліна, опубліковану в 1918 році. Партія залишалася таємницею аж до листопадової революції, коли була офіційно заснована, Ганса обрали головою.
Ганс Райхенбах отримав ступінь філософії в Університету Ерлангену в 1915 році, і його докторська дисертація з теорії імовірності під назвою «Der Begriff der Wahrscheinlichkeit für die mathematische Darstellung der Wirklichkeit» (Поняття ймовірно-математичного уявлення реальності). Науковими керівниками були Пауль Гензель та Макс Нетер. Райхенбах служив під час Першої Світової війни на російському фронті, в німецькій армії радіотехнічних військ. У 1917 році він був відсторонений від виконання службових обов'язків через хворобу і повернувся в Берлін. Працюючи фізиком та інженером, Райхенбах відвідував лекції Альберта Ейнштейна з теорії відносності у Берліні з 1917 по 1920 роки.
У 1920 Райхенбах почав викладати у технічному університеті в Штутгарті як приват-доцент. У тому ж році він опублікував свою першу книгу, присвячену філософським висновкам з теорії відносності «Теорія відносності та Апріорні знання», де розкритикував Кантове поняття синтетичного апріору. Згодом він опублікував «Аксіоматизацію теорії відносності» (1924), «Від Коперника до Ейнштейна» (1927) та «Філософію простору та часу» (1928), остання констатує логічний позитивістський погляд на теорію відносності.
У 1926 році з допомогою Альберта Ейнштейна, Макса Планка та Макс фон Лауе, Райхенбах став доцентом на кафедрі фізики Берлінського університету імені Гумбольдта. Він здобув відомість своєю методикою викладання, оскільки був легко доступним та його курси були завжди відкриті для обговорення та дискусій. Це було досить дивно для того часу, хоча така практика наразі доволі поширена.
У 1928 році Рейхенбах заснував так званий «Берлінський гурток» (нім. Die Gesellschaft für empirische Philosophie; укр. Товариство емпіричної філософії). Серед членів гуртка були Карл Густав Гемпель, Ріхард фон Мізес, Давид Гільберт та Курт Греллінг. Маніфест Віденського гуртка перераховує 30 публікацій. У 1930 році він та Рудольф Карнап почали редагувати журнал «Erkenntnis» («Знання»).
Коли в 1933 році Адольф Гітлер став канцлером Німеччини, Райхенбаха негайно звільнили з посади в берлінському університеті на підставі так званих «Расових законів», через єврейське походження. Райхенбах сам не сповідував юдаїзм, його мати була німецькою протестанткою, але це не вберегло його від проблем. Потім він емігрував до Туреччини, де очолив кафедру філософії в університеті Стамбула. Він представив міждисциплінарні семінари та курси з науковими темами. В 1935 році опублікував «Теорію ймовірності».
У 1938 році за допомогою Чарльза В. Моррісаї, Райхенбах переїхав до Сполучених Штатів, щоб зайняти посаду професора на кафедрі філософії університету Каліфорнії в Лос-Анджелесі. Його роботи з філософських основ квантової механіки були опубліковані в 1944 році, потім «Елементи символічної логіки» в 1947 році, «Підйом наукової філософії» в 1951 році.
Райхенбах допоміг Лос-Анджелесу здобути статус провідної кафедри філософії у США в післявоєнний період. Карл Гемпель, Гіларі Патнем та Веслі Салмон його найвидатніші студенти.
Райхенбах помер у Лос-Анджелесі 9 квітня 1953, працюючи над проблемами філософії часу й природою наукових законів. У рамках цієї програми він запропонував тричастинну модель часу в мові, включаючи час мовлення, час події та, що особливо важливо час згадування. Лінгвісти користуються цією моделлю для опису часів дотепер. Результатом цієї роботи стали дві книги, видані посмертно: «Напрямок часу» та «Номологічні заяви і допустимі операції».

## Первинні джерела
Рукописи Ганса Рейхенбаха, фотографії, лекції, листування, креслення та інші супутні матеріали перебувають у сервісних центрах архівів та бібліотек університету Піттсбурга. Значну частину матеріалів оцифровано. Деякі помітніші включають:
- Corresondence to Nagel, 1934—1938[6]
- Philosophy Congress[9]
- Responses to Questionnaire[10]
- Weyl's Extension of the Riemannian Concept of Space, Appendix[11]

## Вибрані публікації
- 1916. Der Begriff der Wahrscheinlichkeit für die mathematische Darstellung der Wirklichkeit. Ph.D. dissertation, Erlangen.
- 1920. Relativitätstheorie und Erkenntnis apriori. English translation: 1965. The theory of relativity and a priori knowledge. University of California Press.
- 1922. «Der gegenwärtige Stand der Relativitätsdiskussion.» English translation: «The present state of the discussion on relativity» in Reichenbach (1959).
- 1924. Axiomatik der relativistischen Raum-Zeit-Lehre. English translation: 1969. Axiomatization of the theory of relativity. University of California Press.
- 1924. «Die Bewegungslehre bei Newton, Leibniz und Huyghens.» English translation: «The theory of motion according to Newton, Leibniz, and Huyghens» in Reichenbach (1959).
- 1927. Von Kopernikus bis Einstein. Der Wandel unseres Weltbildes. English translation: 1942, From Copernicus to Einstein. Alliance Book Co.
- 1928. Philosophie der Raum-Zeit-Lehre. English translation: Maria Reichenbach, 1957, The Philosophy of Space and Time. Dover. ISBN 0-486-60443-8
- 1930. Atom und Kosmos. Das physikalische Weltbild der Gegenwart. English translation: 1932, Atom and cosmos: the world of modern physics. G. Allen & Unwin, ltd.
- 1931. «Ziele und Wege der heutigen Naturphilosophie.» English translation: «Aims and methods of modern philosophy of nature» in Reichenbach (1959).
- 1935. Wahrscheinlichkeitslehre: eine Untersuchung über die logischen und mathematischen Grundlagen der Wahrscheinlichkeitsrechnung. English translation: 1949, The theory of probability, an inquiry into the logical and mathematical foundations of the calculus of probability. University of California Press.
- 1938. Experience and prediction: an analysis of the foundations and the structure of knowledge. University of Chicago Press.
- 1942. From Copernicus to Einstein Dover 1980: ISBN 0-486-23940-3
- 1944. Philosophic Foundations of Quantum Mechanics. University of California Press. Dover 1998: ISBN 0-486-40459-5
- 1947. Elements of Symbolic Logic. Macmillan Co. Dover 1980: ISBN 0-486-24004-5
- 1948. «Philosophy and physics» in Faculty research lectures, 1946. University of California Press.
- 1949. «The philosophical significance of the theory of relativity» in Schilpp, P. A., ed., Albert Einstein: philosopher-scientist. Evanston: The Library of Living Philosophers.
- 1951. The Rise of Scientific Philosophy. University of California Press. ISBN 978-0-520-01055-0
- 1954. Nomological statements and admissible operations. North Holland.
- 1956. The Direction of Time. University of California Press. Dover 1971: ISBN 0-486-40926-0
- 1959. Modern philosophy of science: Selected essays by Hans Reichenbach. Routledge & Kegan Paul. Greenwood Press 1981: ISBN 0-313-23274-1
- 1978. Selected writings, 1909—1953: with a selection of biographical and autobiographical sketches (Vienna circle collection). Dordrecht: Reidel. Springer paperback vol 1: ISBN 90-277-0292-6
- 1979. Hans Reichenbach, logical empiricist (Synthese library). Dordrecht: Reidel.
- 1991. Erkenntnis Orientated: A Centennial volume for Rudolf Carnap and Hans Reichenbach. Kluwer. Springer 2003: ISBN 0-7923-1408-5
- 1991. Logic, language, and the structure of scientific theories: proceedings of the Carnap-Reichenbach centennial, University of Konstanz, 21–24 May 1991. University of Pittsburgh Press.